# هوريكون (نيويورك)
هوريكون (بالإنجليزية: Horicon, New York)‏ هي بلدة أمريكية تقع في الولايات المتحدة في مقاطعة وارين، نيويورك. يقدر عدد سكانها بـ 1,479 نسمة ومساحتها 186.0 كم2 وترتفع عن سطح البحر 245 متر.